# Massels
Massels é uma comuna francesa na região administrativa da Nova Aquitânia, no departamento Lot-et-Garonne. Estende-se por uma área de 6,12 km². Em 2010 a comuna tinha 116 habitantes (densidade: 19 hab./km²).